# 衮必里克墨尔根
衮必里克墨尔根济农（1506年—1542年），原名衮必里克，因功获得墨尔根称号。小名库蔑里，明朝人称他为麦力艮吉囊、己宁，他是达延汗之孙，巴尔斯博罗特长子，主要統領鄂尔多斯部（即济农部）。

## 生平
1519年，其父去世，他承袭济农之位。驻袄儿都司万户（今内蒙古鄂尔多斯），游牧于黄河河套和其以西。成为蒙古右翼三万户之长，左翼博迪汗不能节制。1524年，北征烏梁海，之后至1538年四次征伐乌梁海，将其征服。1532年、1534年，两次西征青海，大破亦不剌因、卜儿孩。嘉靖十二年（1533年），大同守军哗变，济农帮助变军，失败后变军流亡蒙古。济农请求与明朝互市，明世宗拒绝，于是他和博迪汗、弟弟俺答入侵明朝边境，多次劫掠宣府、大同、凉州。其后他因酒色过度而亡，他的霸业被弟弟俺答继承。

## 家庭
- 子：

1. 诺延达喇（后代为鄂尔多斯左翼中旗郡王）
2. 拜桑固尔（后代为鄂尔多斯右翼中旗贝勒）
3. 卫达尔玛诺木欢（后代为鄂尔多斯左翼后旗贝子、鄂尔多斯右翼后旗贝子）
4. 诺木塔尔尼郭斡台吉（后代为鄂尔多斯右翼前旗贝子，玄孙为《蒙古源流》作者）
5. 布扬古赉都喇勒岱青（后代为鄂尔多斯右翼前末旗台吉，十四世孙为沙克都尔扎布）
6. 班扎拉卫征诺延（后代为鄂尔多斯左翼前旗贝子）
7. 巴特玛巴斡彻辰巴图尔
8. 阿穆尔达喇诺延
9. 鄂克拉罕伊勒登诺延[1][2]